# The House of the Dead: Overkill
The House of the Dead: Overkill — компьютерная игра в жанре рельсового шутера от первого лица, разработанная студией Headstrong Games и изданная компанией Sega. Игра является приквелом к House of the Dead. The House of the Dead: Overkill была выпущена для консоли Wii и позже портирована на PlayStation 3. Также доступна версия для iPod, iPhone и iPad из магазина приложений App Store и для платформы Android.
Альтернативная версия, The Typing of The Dead: Overkill, была выпущена для Microsoft Windows в 2013 году.

## Сюжет
Во время Холодной войны американские военные создали формулу для создания сверхчеловека, но проект по ее использованию провалился. Бункер для экспериментов был закрыт и заброшен. В 1991 году специальный агент Джи получает свое первое задание и отправляется в маленький городок в Луизиане, чтобы расследовать серию исчезновений и выследить криминального босса Цезаря. Из-за мутантов Джи вынужден объединиться с полицейским детективом Исааком Вашингтоном, который хочет отомстить Цезарю за убийство своего отца.

## Разработка
Изначально игра была задумана в том же стиле, что и предыдущие части, но рассматривались и другие темы, такие как стимпанк. В конечном счете студия выбрала тему вдохновленную эксплуатационными фильмами, после того как команда посмотрела фильм Роберта Родригеса «Планета страха».
Большинство главных героев были созданы по образу известных личностей. Например, детектив Вашингтон был смоделирован на основе образа рэпера Common, папа Цезарь на основе образа Берта Рейнольдса, Джаспер Ганс на основе образа Стивена Хокинга, а агент Джи на основе образа Киану Ривза.

## Музыка
Саундтрек написан и сочинён Джоном Сандерсоном и Надимом Дайей. Песни представляют собой жанры поп, рок, фанк, кантри и диско эпохи 70-х. Ни Sega, ни Headstergy Games не планируют выпускать официальный саундтрек, но в интернете существуют бутлег версии.

## Критика
| Сводный рейтинг | Сводный рейтинг | Сводный рейтинг | Сводный рейтинг |
| Издание         | Оценка          | Оценка          | Оценка          |
| Издание         | iOS             | PS3             | Wii             |
| --------------- | --------------- | --------------- | --------------- |
| GameRankings    | 61,92 %         | 76,86 %         | 81,07 %         |

После выхода игра получила благоприятные отзывы от критиков. Основываясь на 65 обзорах оценка Metacritic составляет 79/100. GamesRadar описал игровой процесс как простой, но достаточно разнообразный.